# オトナの補習授業
オトナの補習授業（オトナのほしゅうじゅぎょう）は、NHKラジオ第1放送の教養番組である。

## 概要
2010年度から祝日などの不定期の特別番組としてスタートした。番組では文化・娯楽など、最新のトレンドや趣味・実益の情報を、その道を切り開いている専門家の解説で奥深く迫る。
2011年度は4月より原則として毎月最終月曜 21:05頃 - 21:55に放送される。2012年度は月1回程度火曜日の同じ時刻で放送されるが、必ずしも毎月最終週とは限らず、実質不定期での放送となった。2013年2月12日放送をもって「休校」（終了）となった。

## 取り上げたテーマ
2010年度
1. 初めてのオペラ（解説・飯森範親〔指揮者〕、司会・平野文〔タレント・エッセイスト〕）
2. 俳句 虎の巻・朝顔（解説と選者・夏井いつき〔俳句作家〕、司会・古谷徹〔声優〕、熊木杏里〔歌手〕）
3. 洋酒入門（解説・尾崎浩司〔洋酒評論家〕）

2011年度
1. 俳句 虎の巻・猫の恋、シャボン玉（解説と選者・夏井いつき、司会・古谷徹、熊木杏里）
2. オペラ（解説・飯森範親、司会・深見梨加〔声優〕）
3. ジャズ
4. 俳句 サングラス
5. 人形浄瑠璃入門
6. 俳句 鰯雲
7. そば屋入門
8. 冬季特別講座 クリスマスにジャズを
9. 俳句 雪、闇汁
10. 絵本の読み聞かせ入門
11. 寄席入門

2012年度
1. 5分で出来るオトナ俳句 ブランコ
2. オペラ的生活・アリア入門（解説・ダリオ・ボリッツィー、司会・勝村政信〔俳優〕）
3. ナチュラルチーズ入門（解説・吉田全作、司会・勝村政信）
4. 絵本の読み聞かせ入門（再構成アンコール版）
5. 短歌「あの人と相聞歌」（解説・東直子、ゲスト・春香クリスティーン〔タレント〕、司会・勝村政伸）
本来は6月19日放送予定が台風情報のために7月3日に延期された。これにより岡田惠和 今宵、ロックバーで〜ドラマな人々の音楽談義〜・川島なお美編の再放送が延期（期日未定）となった。
6. 俳句「白」（解説・夏井いつき、ゲスト・谷村奈南〔タレント・ボーカリスト〕、司会・勝村政信）
7. オペラ的生活・女のアリア（解説・ダリオ・ボリッツィー）
8. 短歌「日記をつけるように」（解説・東直子、ゲスト・春香クリスティーン、司会・勝村政伸）
9. 俳句「夜に吟行」（解説・夏井いつき、ゲスト・谷村奈南、司会・勝村政伸）
10. 書斎の悦楽
11. シェークスピア入門（解説・松岡和子＜翻訳家＞、司会・勝村政伸）
12. 俳句「あいさつ句」（解説・夏井いつき、ゲスト・谷村奈南、司会・勝村政伸）

## 通常週に放送されるもう一つの番組
- 岡田惠和 今宵、ロックバーで〜ドラマな人々の音楽談義〜